# Platypalpus eumelaenus
Platypalpus eumelaenus är en tvåvingeart som först beskrevs av Josef Mik 1884.  Platypalpus eumelaenus ingår i släktet Platypalpus och familjen puckeldansflugor. Inga underarter finns listade i Catalogue of Life.